# Maurice Froyez
Alexandre Casimir Maurice Froyez, né le 15 juillet 1860 à Paris 10e et mort le 29 juillet 1942 à Nice, est un acteur, homme de lettres et journaliste français.
Il est connu surtout comme créateur de spectacles et auteur dramatique ainsi que pour ses liens d'amitié avec Edmond Rostand.

## Biographie
Fils d'un avocat référendaire au Sceau de France à la Chancellerie du ministère de la Justice, il entre comme officier d'administration dans le service des hôpitaux militaires du ministère de la Guerre avant de devenir attaché d'administration centrale au ministère des Affaires étrangères. Parallèlement à ses fonctions, il entreprend une carrière d'auteur dramatique, de journaliste et de critique théâtral, en particulier pour la revue Comoedia, qui se terminera avec le déclenchement de la Première Guerre mondiale.
En avril 1891, il épouse la fille du sculpteur Jacques-Hyacinthe Chevalier dont il aura deux enfants, Georgette (1892-19..) et Alexandre (1897-1955) qui deviendra médecin militaire.
Maurice Froyez meurt en 1942 à Nice. Cinq ans plus tard, il est inhumé dans un caveau du cimetière du Père-Lachaise.

## La fête des fleurs de Luchon
À Bagnères-de-Luchon, station thermale en vogue dans la seconde moitié du XIXe siècle, Maurice Froyez, crée la « fête des fleurs » lorsque, sur son idée, à l'occasion d'une rencontre équestre au champ de course de Moustajon en 1888, les hommes fleurissent des calèches et décorent leur équipage d'une abondance de fleurs des champs pour se livrer ensuite à une joyeuse bataille de fleurs avec le public. Ainsi naît le premier « corso fleuri » ou défilé des chars. La première fête des fleurs est inaugurée à Luchon le dimanche 11 août 1889, le plus beau char fleuri recevant une bannière. En 1891, Edmond Rostand et Rosemonde Gérard participent au défilé et gagnent la deuxième bannière.

## Le «Club des natifs du premier avril»
Le 1er avril 1888, Edmond Rostand et Maurice Froyez fondent le « Club des natifs du premier avril », dont les statuts stipulent que ses membres jouiront à vie du privilège d'entrer gratuitement dans tous les établissements publics, opéras, théâtres, champs de course et maisons closes, de pouvoir rire aux enterrements afin de les rendre moins sinistres, de bénéficier à leur naissance du parrainage du chef de l'État et, en outre, de se voir attribuer un appartement de fonction dans un des palais nationaux, résidence pourvue de tout le confort souhaitable et d'une domesticité jeune, accorte et complaisante.

## Théâtre et spectacles
- 1888 : À qui la pomme ? revue en 3 actes, avec Edmond Rostand et Jules Oudot[8]
- 1891 : Les Coulisses de Paris, revue en 3 actes et 5 tableaux, avec Jules Oudot, Émile Duret et Henry de Gorsse, Paris, Nouveautés (26 janvier)
- 1892 : La Commère apprivoisée, revue en trois actes, avec Alexandre Michel, Paris, théâtre d'Application (24 janvier)
- 1892 : Pour un baiser, comédie lyrique en 1 acte, Paris, théâtre d'Application (26 mai)
- 1892 : La Belle Tunisienne, opéra en 1 acte, musique de Gaston Lemaire, au Casino d'Étretat (26 août)
- 1893 : Un baiser en diligence, opéra-comique en un acte, Paris, Menus-Plaisirs (5 décembre)
- 1894 : Y... T..., rue des Dames, comédie en 3 actes, avec Louis Artus, Paris, théâtre Déjazet (10 février)
- 1896 : Un voyage à Venise, folie-vaudeville en 3 actes, avec Georges Laîné, musique d'Albert Renaud, Paris, théâtre Déjazet (21 février)
- 1897 : Une altesse à la mer, fantaisie en 2 actes, avec Georges Berr, Paris, Théâtre-Salon (28 janvier)
- 1897 : Les Mystères de Montmartre, fantaisie d'actualité, avec Jean Mongerolles, Paris, Gaîté-Rochechouart (octobre)
- 1898 : La Dame de trèfle, opérette en 3 actes, avec Charles Clairville, Paris, Bouffes-Parisiens (13 mai)
- 1898 : Le Grand duc Moleskine, fantaisie en 1 acte, avec Georges Berr, Paris, La Cigale (11 novembre)
- 1898 : Enfin, seuls ! ou la Chasteté du vicomte, fantaisie-revue en un acte, avec Jean Mongerolles, Paris, Théâtre de la Bodinière (20 décembre)
- 1899 : C'est demain la première, fantaisie en 1 acte, Paris, La Roulotte (10 février)
- 1899 : Joli Sport, vaudeville en 3 actes, avec Paul Dehère[9], Paris, théâtre Déjazet (26 avril)
- 1899 : Plaisir d'amour, comédie-bouffe en 3 actes, avec Georges Berr, Paris, Paris, théâtre de Cluny (10 octobre)
- 1901 : Conte de fée, ballet en 1 acte, en vers, Paris, théâtre Sarah Bernhardt (12 juin)
- 1902 : La Pucelle de Mexico, fantaisie à grand spectacle, en 2 actes et 8 tableaux, avec Henry de Gorsse, Paris, La Cigale (1er février)
- 1902 : Les Marraines du siècle, féerie à grand spectacle, avec Henry de Gorsse, Paris, La Cigale (8 juin)
- 1902 : Second Ménage, comédie en trois actes, avec André Sylvane, Paris, Odéon (27 mai)
- 1906 : Le Dragon de Pichenette, opérette en 1 acte, avec Charles Carpentier, Paris, Théâtre des Deux Masques (30 mars)
- 1907 : Dette de femme, comédie en 1 acte, Paris, théâtre des Capucines (14 février)
- 1907 : À quoi tient l'amour ! comédie en 1 acte, Paris, Tréteau-Royal (11 mai)
- 1907 : Vive la Parisienne, fantaisie-opérette à grand spectacle en 2 actes et 5 tableaux, Paris, Parisiana (20 janvier)
- 1909 : L'Écrasé, comédie en 1 acte, Paris, Olympia (15 septembre)
- 1910 : Les Yeux qui changent, pièce en 4 actes, avec Victor Cyril[10], Paris, théâtre des Arts (10 avril)
- 1912 : The Musical Duke, sketch musical en 1 acte, avec Joseph Coudurier de Chassaigne[11], Londres, London Palladium (10 juin)
- 1914 : Plantons les capucines, revuette, avec Dominique Bonnard et Gina Palerme, Londres, Ambassadors Theatre (11 mai)

## Adaptations cinématographiques
- 1911 : Les Mains vengeresses de Georges Monca, film adapté de la pièce Les Yeux qui changent

## Distinctions
- Officier d'Académie (arrêté du ministre de l'Instruction publique du 16 février 1899)[12].